# Скалолазка и Последний из Седьмой колыбели
«Скалолазка и Последний из Седьмой колыбели» — российский приключенческий художественный фильм 2007 года, поставленный режиссёром Олегом Штромом по мотивам романа Олега Синицына «Скалолазка». Премьера в России состоялась 1 ноября 2007 года.

По фильму вышла видеоигра Скалолазка для платформы Microsoft Windows, разработанная компанией AlterLab. 18 июня 2025 года она неожиданно была выпущена компанией Strategy First в Steam (причём не только на русском языке, но и на английском, не говоря уже про немецкий и французский, ведь давно она выходила во Франции и Германии).

## Сюжет
Древняя цивилизация Прелюде́й оставила потомкам семь спасательных «колыбелей носителей», разбросанных по всему миру. Они должны активизироваться в тот момент, когда человечество окажется на грани самоуничтожения. Транснациональная корпорация, стремящаяся к мировому господству, пытается разыскать носители, которые помогут ей обуздать грядущий хаос. Нанятые ученые рыщут по свету, разыскивая последнюю колыбель — среди них Алёна Овчинникова, согласившаяся помочь в поисках старому другу. Но когда носитель оказывается в её руках, Алёна обнаруживает себя в центре зловещего заговора.

## В ролях
| Актёр            | Роль                 |
| ---------------- | -------------------- |
| Анастасия Панина | Алёна Овчинникова    |
| Дмитрий Нагиев   | полковник Бейкер     |
| Иван Агапов      | Доктор Грин          |
| Илья Бледный     | Лёха                 |
| Илья Рацек       | профессор Вайнденхоф |
| Джозеф Аль-Амир  | Ахмед                |
| Сергей Юшкевич   | Патрик               |

## Съёмочная группа
- Режиссёр-постановщик: Олег Штром
- Автор сценария: Алексей Тимм при участии Олега Штрома
- Оператор-постановщик: Илья Дёмин, R.G.C.
- Художники-постановщики: Александр Гиляревский, Фёдор Савельев
- Композитор: Сергей Терехов

## Критика
Фильм получил преимущественно негативные отзывы от профильной прессы. Почти в каждой рецензии упоминается, что главная героиня является российской копией Лары Крофт без какого-либо намёка на оригинальность. Сюда же относят общую вторичность и повторяющиеся сюжетные ходы которые по мнению рецензентов были позаимствованы авторами картины не только из серии игр Tomb Raider, но и из одноименной экранизации 2001 года. Также фильм критиковался за слабую актерскую игру и невыразительные диалоги. Некоторые рецензенты упоминали слишком навязчивый и неприкрытый product placement (в фильме не единожды демонстрируется одноименная видеоигра которая была выпущена по мотивам).